# 2010年12月中國大陸

## 12月1日
- 多省市发布大雾黄色/红色预警。辽宁、河北、北京、天津、山东、江苏、浙江、江西、湖南、四川、重庆、贵州等部分地区大雾严重，300多个航班延误，多条高速公路封闭。中国新闻网/新浪（页面存档备份，存于）新华网 Archive.today的存檔，存档日期2013-04-28中国新闻网（页面存档备份，存于）中国新闻网（页面存档备份，存于）
- 陕西省特权车牌“陕O”正式禁止上路，交警如发现一律按假牌假证处理。西部网

- 北京大学和清华大学招生办公室分别公布2011年自主招生政策。北大实行文理科笔试（13校联考）与面试（综合素质考察）。清华实行“GSI”模式，即通用基础测试（G模块测试）（7校联考AAA测试）、高校特色测试（S模块）、面试（I模块）。现代快报（页面存档备份，存于）
- 国有企业西安公路研究院副院长李彦因行贿服刑，期间继续当官，遭网贴曝光后，法院免除其刑罚。该国企中共党委书记表示，他们正在调查是哪个“内鬼”在举报，害得副院长获刑罚。新京报/网易
- 有网民称从一个被弃皮包散落物品中找到一份《天邦达成都公司中秋国庆双节客户慰问明细表》，四川省多名官员被该公司“慰问”，如厅级官员通常被“慰问”5000元人民币。表格显示，被慰问的不只是官员，民工可获得2个月饼的慰问（价值6元）。新京报（3日）/网易

## 12月2日
- “十一五”期间，北京市经济总量超过1.3万亿元，成为第13个超万亿省市。人均GDP达到10000美元（北京市新闻发布会）。千龙网（页面存档备份，存于）

- 湖北省省会武汉市、江岸区当局回应“重污染地上建经济适用房”称已不影响居住。此前《新京报》报道，武汉市环保局环评报告称这块化工厂旧址存在金属锑污染和局部有机物污染，但未环评已违规开工。新京报（11月30日）/网易人民网（2日）/网易

- 人民网消息称近日，国务院批准，湖北省襄樊市更名襄阳市，原襄樊市襄阳区更名为襄阳市襄州区，回归“襄阳”文化。人民网（页面存档备份，存于）汉网-武汉晚报/新浪（页面存档备份，存于）

- 工信部电信管理局表示，针对中国联通新iPhone合约计划所引起的消费者不满，要求其尊重用户合法权益，完善服务。广州日报/大洋网
- 首都北京市男子将因已废除“流氓罪”服刑至2020年，因他曾于他18岁时（27年前）和朋友抢了一顶帽子并打了一架，虽没有法医伤害鉴定，但被判处死刑缓期执行。大河报/网易
- 诗人艾青之子、奥运主场馆“鸟巢”设计者之一的艾未未自北京前往韩国受阻。警方称他离境“可能会危及国家安全”。BBC中文网 新加坡联合早报
- 看守所意外继“躲猫猫”死、“喝凉水”残之后，广东省茂名市第一看守所发生22岁小伙“盖被子”自行闷死？看守所表示不清楚，正在调查。(上海)新闻晨报 (陕西)三秦都市报/网易（4日）（参见“做梦死”。）
- 《21世纪经济报道》：上海市拆迁户周大明于11月30日突遇拆迁小组，之后双方爆发争执，周大明在身体冲突中暴毙。新加坡《联合早报》：警方设五道人墙阻悼念声援。当局（新华网）：仅派过2名公证员，未发生肢体冲突，死者自己有病。21世纪经济报道/网易（图）新加坡联合早报（页面存档备份，存于） 新华网/网易（参见《21世纪环球报道》停刊。）
- 甘肃省网民王鹏举报宁夏回族自治区官员子女考试作弊遭跨省追捕，今日获释。王鹏称遭到警方刑讯逼供，王表示，刑警队副队长石志刚曾问他“知道赵作海么？（因“杀人”被判死刑后，被害人“复活”）给你套一个诽谤的罪名又能怎样？”东方早报/搜狐（页面存档备份，存于）

## 12月3日
- 中共中央政治局会议：政政策和稳健的货币政策   新华网/凤凰网（页面存档备份，存于）

- 公安部部署全民消防宣传教育计划，要求中小学每学期开展一次火场逃生疏散演练。中国新闻网（页面存档备份，存于）

- 10时起，广州亚残运会在北京中华世纪坛采集圣火火种。大洋网-广州日报（图）

- 11时28分，在京沪高铁的枣庄至蚌埠先导段联调联试和综合试验中，中国南车集团“和谐号”380A高速动车组最高时速达到486.1公里，刷新9月沪杭高铁试运行时速416.6公里的世界铁路运营试验最高速。新华网（页面存档备份，存于）
- 劳教学员（毋须法院定罪，即可监禁4年）“冲凉死”案近日宣判。民警明知死者年迈体弱，且患有严重高血压疾病，天寒时指派他人给死者洗冷水澡，诱发死者脑出血，故获刑1年零6个月。大河报/腾讯（页面存档备份，存于）
- 浙江省海宁市正在建设之中的跨江大桥嘉绍跨江大桥，或因赶工超负荷，凌晨3时发生断塌，造成2人死亡9人“伤势较重”。较为幸运的是，当时潮水已经过去，掉落进泥潭的工人伤得不重。现代金报/网易（4日）
- 浙江省丽水市莲都区人民法院宣判：大学生通过即时通讯软件QQ相约自杀，服务提供商腾讯没有屏蔽信息须承担责任。京华时报/网易
- 四川省天邦达建筑有限公司节日“慰问”官员名单本月被网民曝光，有关厅官（通常5000元人民币）不否认，也不回应。四川省省人大、建设厅、人事厅、国资委、政协等省、市、区级单位领导亦榜上有名。中共四川省纪委拒绝回应。集团执行总裁表示那是公司“内部人员编造的虚假费用清单”，但承认公司总经理的车两个月前被人砸破玻璃，车中皮包被偷，包内的慰问明细表一同丢失。总裁感叹，集团在四川省的生意没法做了。曝光的帖子显示，被慰问的不仅仅是官员，民工可得月饼2个（价值人民币6元。）新京报/网易（4日）(？)缺乏后续报道
- 湖南省湘潭市湘潭县亿德煤矿透水事故中被困的7名矿工，遗体被发现，无人生还。新华网/腾讯（页面存档备份，存于）

## 12月4日
- 贵州省黔东自治州凯里市危险化学品爆炸，殃及网吧致7死39伤。人民网/腾讯（页面存档备份，存于）
- 中国公车改革接近16个年头，年支出增长至近2000亿元人民币。传首都北京交警须熟记“重要人物”的车牌号码，以免拦下高官坐骑。中华工商时报 人民网/网易
- 17岁男生给拆迁公司打打工，曾跟着“大哥”充人头：午夜放鞭炮，进门打砸泼大便。称已后悔想对“钉子户”说声对不起。华商报 黑龙江晨报/搜狐（页面存档备份，存于）

## 12月5日
- 四川省道孚县22人扑救草原火灾时遇难。四川在线/网易
- 江苏省张家港市第一人民医院一5岁输液者在院死亡，引发千余民众集聚。新华网/网易
- 吉林省省会长春市警服男撞人后暴打伤者，据称其声称“我骂你咋的，我打死你都行，我有钱，我打死你宁可给你包钱。”数千围观民众砸车。警方称，警服男并非警察。城市晚报 腾讯网 大洋网/网易
- 晚11时30分左右，河南省洛阳市洛宁县邮政局局长谷青阳酒后驾驶单位公车超速逆行，连撞5名青少年，4男1女，陆续死亡。据了解，5名死者中3名为在校中学生，2名为辍学青少年，最小的13岁，最大的16岁。新华网/腾讯（6日）（页面存档备份，存于） 山西晚报/网易（7日）新京报/腾讯（9日，禁止网民评论）（页面存档备份，存于）（主条目洛宁“12·5”特大交通事故，参见李刚门噤声。）
- 聆听、记录、鼓掌，中央宣讲团5日在安徽、重庆、甘肃、内蒙古、福建举行党的十七届五中全会精神报告会。新华网/网易

## 12月6日
- 江苏省、湖北省更换“一把手”。共青团系统出身的江苏省原省长罗志军出任中共江苏省省委书记，高干秘书出身的湖北省原省长李鸿忠出任湖北省省委书记。李鸿忠曾被怀疑因抢了《京华时报》女记者的录音笔而影响仕途，现实表明舆论对高层人事任免的影响十分有限。新加坡联合早报（7日）（页面存档备份，存于）
- 辽东运2033搭载的至少8名渔民黄海失踪百日，疑与韩国船只相撞，因其无捕捞证，各相关部门均表示调查事故不在其职责范围内，海事部门表示接到报警时失踪已快一个月，搜救无意义，但根据此前新华网的报道（见中国2010年9月1日），中国曾要求韩国全力搜救被撞中国渔船，中国救援船只亦蓄势待发。新京报/网易

## 12月7日
- 国家知识产权局局长田力普表示否认中国高铁技术侵权，称已支付大量专利费。铁道部总工程师何武华则表示，中国高铁具有完全自主知识产权，称已申请946项专利。中国经济周刊/腾讯（页面存档备份，存于）
- 维基解密：官员曾向美国驻华大使雷德表示，GDP统计数据，纯属「只供参考」。外交部上周曾呼吁美方解决涉及美国机密外泄的问题。香港星岛日报/新加坡联合早报（页面存档备份，存于）
- 中共河南省三门峡市市委宣传部称，河南省义煤集团苏庄矿煤矿事故已有20人顺利升井，另有6人死3人下落不明。新华网/网易
- 浙江省杭州市半数经济适用房指标被用来建“别墅保障房”。21世纪经济报道 新华网/网易

## 12月8日
- 广东省茂名市22岁男子看守所猝死，当局称狱警均表示没说过死者是“盖被子”自行闷死，拒绝向公众公布录像，当局称死者家属可以看，但死者家属表示看到的“很跳跃”。数百村民市政府请愿13人被拘，包括不满的路人。自本月6日起，死者家属不回答记者的电话提问，称“边上有人不方便联系”。此前，有死者家属表示“已经有人警告过，我们的手机跟谁接打电话都已经掌握得一清二楚了，就连发短信也能知道。”湖南省华声在线（未上头版）（页面存档备份，存于）
- 中国之声：河南矿难26人死。矿主不知去向，但曾转移尸体瞒报人数。中广网/网易
- 河南省洛阳市洛宁县邮政局局长撞死5名少年，死者家属签署协议同意获赔23万元。死者杨少朋的父亲表示，死者是家里的独子，他曾想索取50万元赔偿，但当局表示，赔偿已经超过法律标准，23万元赔偿里已经包含乡政府的补贴，不可能赔偿更多。新京报/网易
- 中国新闻网电：2004年福建省警方在学校搜集“表现不好”的学生，作为“刑嫌人员”秘密录入“福建省公安厅综合信息查询系统”。寿宁县一范姓“军人世家”孩子，14时岁疑因调皮成为“刑嫌人员”，参军政审多波折。中国新闻网/网易
- 浙江省杭州市西溪湿地国家公园管委会办公室否认给名人提供“别墅保障房”，别墅乃国有，专供文化名流租用，头5年免费。中国新闻网/网易（参见廉租房。）
- “盖被死”未了，上海《东方早报》：广东省深圳市63岁男子看守所猝死，10余名警察抢尸。东方早报 人民网/凤凰网（隐蔽）（页面存档备份，存于）（参见超期羁押。）
- 河南省当局召开渑池县煤矿“12.7”瓦斯爆炸事故调查组成立大会。渑池县副县长发言忙于自我表扬被调查组负责人打断。调查组负责人表示，“小煤矿主的非法生产行为害掉了矿工的性命不说，毁掉了咱们多少干部？大家要认识到这是毒瘤。”中国广播网/新浪（页面存档备份，存于）南方报网

## 12月9日
- 中国官媒：几十个发展中国家已公开表示不参加2010年诺贝尔和平奖颁奖典礼（未列名单），诺委会否定中国。环球时报-环球网/网易头版
- 除中国之外有多個国家表示不参加诺貝爾奖颁奖仪式，但已有44个国家表示将会参加。最新一个表示不参加的国家是菲律宾。美国之音VOA（在中国大陆被屏蔽）（页面存档备份，存于）
- 声明不参加诺貝爾奖颁奖仪式的國家代表，除中国外，一共18个如下：俄罗斯、哈萨克斯坦、哥伦比亚、突尼斯、沙特阿拉伯、巴基斯坦、塞尔维亚、伊拉克、伊朗、越南、阿富汗、委内瑞拉、菲律宾、埃及、苏丹、乌克兰、古巴和摩洛哥。光明日报-光明网（页面存档备份，存于）
- 中国外交部发言人表示，公道自在人心，世界上绝大多数国家都反对2010年诺贝尔和平奖，还指责了美国国会的决议颠倒黑白。人民日报/最大门户腾讯网头版（禁止网民评论）（页面存档备份，存于）
- BBC、CNN、挪威国家广播电视台等网站今天在中国大陆被屏蔽，中国外交部发言人姜瑜表示不清楚那些网站出了什么问题，但“中国的网络是开放的，也是依法管理的”。外交部网站/网易（禁止网民评论）（页面存档备份，存于）原题为“外交部:美众院涉刘晓波决议案罔顾事实”
- 辽宁省葫芦岛市建昌县政法委办公室工作时间打牌被新华社《瞭望东方周刊》记者拍到。副书记钟继祥率干部抢走相机。有媒体记者就此求证，副书记表示“小心你的小命”。潇湘晨报 人民网/网易（参见《潇湘晨报》辛亥革命纪念刊夭折。）
- 中国天主教第八次全国代表会议今天上午在北京闭幕。房興耀當選中國天主教愛國會主席，馬英林當選中國天主教主教團主席。人民網（页面存档备份，存于）
- BBC Radio（英语），以及CNN.com、VOAnews.com等网站在中国更多的地区被屏蔽。[來源請求]
- 中共云南省省委宣传部副部长伍皓起诉《中国青年报》索赔10万元人民币，称该报纸反驳其观点的文章“误导了公众”。本月7日，伍皓曾在网上发表微博表示“媒体对每一起拆迁维权的围观和声援，实际上都是在鼓励更多的对抗，这又必然会制造更多的鲜血和悲剧。”，随后遭到了《中国青年报》反驳。红网-潇湘晨报/网易（图）

## 12月10日
- 中共江西省宜春市要求宜春学院等师生员工为当地中央电视台“感动中国”人物候选人刷票。山东商报/网易
- 江苏省泗洪县龙集镇多个村庄遭强拆，村民被要求到指定地区购买商品房或自行建房，然而所获补偿款根本不够，很多村民只能借宿猪圈甚至寒冬露宿村头。中国广播网/腾讯（页面存档备份，存于）
- 河北省邯郸市中级人民法院工作人员使用橡胶棒殴打前来反映诉求的民众，殃及路人。记者看到一6旬老太太被抬上救护车，围观者称其遭身穿制服、头戴钢盔的法院工作人员拖进院子围殴，接到报警的民警看到法院打人亦“无计可施”。记者拍照也遭到多名工作人员推搡，“拍什么拍！再拍我就对你采取手段！”长城网/新加坡联合早报（页面存档备份，存于）
- 江苏省南通市公安边防支队今日刑事拘留了8名企图偷渡到韩国打黑工的如东县村民。警方称，犯罪嫌疑人於善国等8人了为了偷渡到韩国打黑工，竟做出危及生命的惊人之举，挤在一条长不到6米、宽不到2米的快艇里，装上27桶汽油（快艇在大海中熄火就会沉没），从一处偏僻的海滩出发，连续驾驶17个小时在韩国靠岸。韩国警方发现后将8人遣返回中国。中国新闻网/网易

## 12月11日
- 广东省广州市行政拘留3名白领，称他们在互联网上散布“挖脏抛尸案”虚假谣言。新华网+羊城晚报/网易
- 国家统计局统计的11月物价指数上涨5.1%，乃28个月新高。统计局表示，未超范围。京华时报/网易
- 首都机场驳斥一些网民所声称的T3航站楼屋顶遭10级强风被掀开是因为工程质量差。首都机场扩建指挥部副总指挥丁建纲表示T3航站楼可抗12级的风力，但那是“实验室得出的数据，不能完全说明问题”。京华时报/腾讯（页面存档备份，存于）
- 山东省滨州市阳信县商店镇一浴室发生爆炸，造成8死6伤。齐鲁网/网易
- 12月7日河南省义煤集团（国企）巨源矿难发生前，矿方曾接到瓦斯超标报告，矿工称经理并不理会。救援过程中，监控设备曾出现故障，疑被人为关闭。另外，当班入井人数又一次调整，所幸，死亡人数（26人）保持不变，而安全升井人数由20人涨至44人。新华网/网易京华时报/腾讯（页面存档备份，存于）
- 陕西省考古研究院透露，近日在西安清理一座战国秦墓小龛过程中，出土了一件青铜鼎内装有2400余年前的骨头汤。京华时报/网易
- 女游客用手机给正在粗暴执法的海南省三亚市城管拍照，遭到城管围殴。围殴过程被市民用手机偷偷录下并发布于网上。人民网/网易（14日）

## 12月12日
- 以复旦大学学生为主的18名上海驴友通过网上拼团的方式，组团前往黄山未开发区域探险时迷路，经当地部门全力搜救后安全脱险，但黄山市公安局温泉派出所24岁的民警张宁海在营救行动中不幸坠崖遇难。腾讯教育（15日）（页面存档备份，存于）
- 四川省成都市双流县交警为领导开道，表示“我只为领导服务”，并且质问不愿离开的车主“领导重要还是哪个重要？”“你们算个啥？”录像曝光后，有关交警随后被停职，然而有网民表示这名交警说的是实话。潇湘晨报-红网/网易（14日）

## 12月13日
- 福建省莆田市龙桥派出所警力严重不足，曾用石膏模特站岗。广州日报/网易
- 首都北京将清理地下室租赁，数以万计“鼠族”恐无处可住。京华时报/网易
- 《新疆都市报》：智障者被收养所卖到新疆当“包身工”，干活如牛如马，与狗同食一锅面，工钱一分没有。当地派出所表示，他们曾到厂里查看，但厂老板表示与四川省民政部门签署过用工合同，于是他们就没再过问。新疆都市报 中国经济网/腾讯（页面存档备份，存于） 新疆都市报/天山网（图）（页面存档备份，存于）
- “包身工”王力是一名来新疆旅游的黑龙江省游客，因为讨口水喝而深陷虎口2年多之久，没有工钱，无法脱身，可能并不是智障。新疆都市报/新浪（组图）（页面存档备份，存于）

## 12月14日
- 新疆“智障包身工”老板被抓，工人获救。中国新闻网/网易

## 12月15日
- “智障包身工””组织者曾向全国多地输送工人，2006年即组织过智障工人赴湖南省做工，1人遭殴打后被抛弃于野外死亡，当时组织者已“收留”至少数百名残障人士。中国青年报（2007年） 民主与法制时报（2007年） 华西都市报（15日）/腾讯（页面存档备份，存于）
- 数据显示北京约20万租房客因房租上涨而被迫选择与他人合租。中央住建部今日公布新《办法》：不得分割房屋出租，合同期内不得随意提高租金等……意在限制群租房，保护租房者利益。北京晚报/网易 北京晚报/网易（参见蚁族。）

## 12月16日
- 安徽省颍上县17岁少年犯看守所内被狱霸打成植物人，狱警称是“热晕的”。家属索要监控录像遭拒。家属见到医生给民警《病情介绍》，向医生索要遭拒。家属接受记者采访，遭民警训。河南省郑州晚报/腾讯（页面存档备份，存于）
- 安徽省宿州市一官员遭小三（婚外情妇）网上发帖举报，床上裸照曝光。湖南省华声在线/腾讯—网页快照（原网页已删除）

## 12月17日
- 江西省宜春市54岁农民疑因挖了一个乾红树根而被关进看守所19天后“因病抢救无效死亡”。死者家属发现死者伤痕累累，当局所声称的死亡地点和时间前后不一致。死者的女儿在殡仪馆用手机给死者拍照，结果手机被20多名自称“奉命行事”的警察抢走。死者子女在BBS上求助，亦被要求删除。当局表示，本周六将由当局选择的专家对死者进行强制尸检，无论家属是否同意。山东商报/网易
- 陕西省宝鸡市市政大楼气势恢宏，赛得过美国白宫。人民网“图说中国”/腾讯（页面存档备份，存于）

## 12月18日
- 上海市政公用怪象——603平米地铁出口征地30 000平米；名为“市政公用”的土地上，将有一座“商务办公大楼”拔地而起。南方周末/网易
- 中央政府赠送澳门特别行政区的两只大熊猫“开开”“心心”18日下午乘专机抵达澳门国际机场，交接仪式结束后，大熊猫被运上专车，送往澳门路环石排湾郊野公园大熊猫馆新华网/新浪网（页面存档备份，存于）。

## 12月19日
- 日本内阁府18日公布的结果显示，对中国“有亲近感”的日本人仅占20.0%，比上年下降了18.5个百分点，创下了1978年实施该调查以来的新低。对中国“没有亲近感”者高达77.8%，增加了19.3个百分点，创下历史新高人民网（页面存档备份，存于）。

## 12月20日
- 新疆博尔塔拉蒙古自治州博乐市一15岁少年因与嫌犯重名被押212天（经人民法院审理后获刑）。2009年4月，少年狱中巧遇主犯，冤屈终得澄清。但申请恢复名誉被驳回。中国青年报-中青在线/网易（页面存档备份，存于）
- 常砖砸烟烫，陕西省省会西安市高陵县砖厂控制智障者们做工，受害者皮开肉绽披，披刀伤。62岁老汉与家人经半年寻找，在摩的司机指引下，终于在外县的路边，找到失踪儿子的难友。华商报/西部网
- 宜昌市人口计生委一工作人员以“说吧”在宜昌政府网互动平台上回复一市民关于独生子女费的提问，引来提问者不满，网友也对其批评、讽刺。人民日报-人民网（页面存档备份，存于）
- 辽宁省抚顺市财政局办公室采购7个苹果公司iPod Touch 4（32G）（每个售价约2300元）当U盘。南方都市报/南方网（页面存档备份，存于）（抚顺天价U盘事件）
- 12月20日至25日，十一届全国人大常委会第十八次会议召开，会议表决通过了修改后的《中华人民共和国水土保持法》；决定免去李毅中的工业和信息化部部长职务，任命苗圩为工业和信息化部部长。国家主席胡锦涛分别签署主席令，公布了有关法律和任免决定[1]。

## 12月21日
- 四川省渠县当局救助站，智障者食猪食，做苦工，受殴打。村民称，不能做工的智障人，会消失。云南信息报
- 21日，抚顺市政府首次作出回应，责令中止这项采购，并对事件深入调查。抚顺市财政局负责采购U盘的工作人员称不知苹果iTouch4的功能，承认这是采购人员业务不精导致的低级失误。原来的U盘iTouch4已换成同等存储容量的新邦Cenby F83，单价降到1000元，数量仍是7台，总金额与购买iTouch4比降幅超过一半。新京报/新浪（页面存档备份，存于）
- 新疆乌鲁木齐市米东区三源煤矿发生冒顶事故，造成6人死亡。随后，米东区召开检讨会，会上一些领导干部打瞌睡、玩手机、剪指甲。亚心网 红网/网易

## 12月22日
- 新疆15岁少年与疑犯同名被错押212天（经人民法院审理后获刑）。蒙冤少年称，他遭到了刑讯逼供，向检察院伸冤被工作人员警告“我还让公安局来收拾你”，获刑后，还曾作为罪犯在多所学校向师生们“现身说法”。新京报/网易

- 四川省审计厅22日举行新闻发布会，通报了汶川地震灾后恢复重建资金和项目跟踪审计情况。审计未发现重大违法违纪违规问题新华社/新浪 Archive.today的存檔，存档日期2013-04-28。

- 中国地质条件最为复杂、修建难度最大的铁路线——湖北宜昌至重庆万州铁路正式通车。中新网（页面存档备份，存于）。（详见：宜万铁路）
- 贵州省黔西南州退休教师围观城管执法，被城管拖走暴打扔山野。潇湘晨报/红网/网易

## 12月23日
- 上海市静安区建交委主任高伟忠、静安区建交委综合科科长周建民和静安区建交委建管办副主任张权因涉嫌滥用职权罪等，被上海市人民检察院第二分院立案侦查并刑事拘留新华网（页面存档备份，存于）。（详见：上海“11·15”特别重大火灾）
- 广东省深圳市发布了新的地铁票价方案，按里程计算地铁票价，本方案由两个月前的听证会选定。在两个月前，深圳市举办听证会，民意要求使用最贵的方案，此前此方案最不被看好。京华时报/网易
- 北川搬进新居笑开颜，灾区人民谢党恩。四川卫星电视台/youku（页面存档备份，存于） CFP/网易（页面存档备份，存于）

## 12月24日
- 山东省省会济南市华山西路有煤球厂使用智障工，24日执法人员对华山周边的煤球厂展开突击检查，在两处煤球厂内发现8名智障工人。这些智障工人来自全国各地，包括正常工人在内，厂方均未与他们签劳动合同，但未发现厂方虐待智障工人情况。劳动部门要求煤球厂给智障工“发放一定的费用”，老板已写保证书。济南时报/网易（25日）
- 16日见报当天已有工厂“暂停营业”。有失踪者家属根据16日本报上的照片，在执法人员突击检查之前寻亲，但已不知所踪。（《济南时报》早前曾报道）
- 教育部网站公布《教育部关于修改和废止部分规章的决定》，取消了《小学管理规程》中，可向非本地户籍学生收取借读费的规定。 京华时报
- 国家发改委副主任朱之鑫表示，中国去年一年输液用了104亿瓶，相当于13亿人口每个人输了8瓶液。新华网/腾讯（25日）（页面存档备份，存于）
- 安徽一公安局长被指聚众打人，孕妇被打流产。湖南日报集团-华声在线/凤凰网（图）（页面存档备份，存于）

## 12月25日
- 12月20日，陈晓凤父亲陈广乾告诉记者，已经拿到了李启铭家赔偿的46万元。陈广乾说，签署协议前后，作为肇事方代表的李刚始终未出面，协议是李刚在上面签好字之后拿给他签字的。陈广乾说，协议中规定“双方不能再联系，不能接触记者”。陈林告诉相熟的朋友，为了防止陈家与外界联系，这46万元并没有当场给陈家，而是由位伯镇政府暂时保管，等事情平息后才能交给陈家。齐鲁晚报/新浪（页面存档备份，存于）（河北大学“10·16”交通肇事案）。

## 12月26日
- 有网贴爆料称，湖南省冷水江市人事局局长曹长清为还在大学读书的儿子曹博文就被确定安排进冷水江市财政局工资统发中心工作，且经过了市委市政府相关领导的层层批示。山东商报（冷水江局长之子未毕业直接当公务员事件）

## 12月27日
- 昨日21:44，冷水江市致函《山东商报》，称已成立了联合调查组进驻冷水江市，决定取消曹博文编制及聘用资格。函件承认，曹长清于今年8月向冷水江市委、市政府领导递交了《请求安排子女就业的报告》，请求将其子曹博文安排到市财政局工作。谎称曹博文已经大学毕业，隐瞒了尚在 校读书的事实。冷水江市委、市政府领导考虑到市财政局急需人员，而曹博文又符合财政局人才引进条件，故同意安排到冷水江市财政局工资统发中心。曹博文一直 没到岗上班，财政局也未对其发放工资。山东商报
- 浙江省乐清市当局辟谣称，当地寨桥村前任村民选村长（后改口称不是村长）钱云会选举前被工程车碾压惨死，纯粹是交通意外，网上发帖者“别有用心”。12月25日，BBS、微博上流传一组照片，称寨桥村前村长在接到一个电话后，走出家门便被5人挟持，抬着塞进工程车车底，随后工程车开车轧过去。网帖称，村长多次为失去土地的农民上访反映诉求，因此几度被人民法院判刑。针对辟谣，有网民根据现场照片，列举5大疑点，质疑为何原本有的“天网”监控摄像头恰好失踪。新华网/凤凰网（页面存档备份，存于） 中国青年报/凤凰网（页面存档备份，存于） 山东商报/凤凰网（页面存档备份，存于）
- 2010年12月27日7:40，湖南省衡阳市衡南县松江镇因果村发生一起送读车车祸，造成14名小学生死亡，6人受伤。红网

## 12月28日
- 浙江省温州市的乐清市（县级）当局称当地寨桥村原民选村长钱云会是死于交通意外，而非制造车祸。死者女儿坚称死者是“被（副镇长的）电话叫出去谋杀的”，被警察带走“协助调查”并拘留。村民对《中国青年报》表示，“家属被带走时，有村民在现场多说了几句话，就被抓起来了。” 另据当地村民反映，目前当地在网上发帖者已有数人被公安机关带走。此前曾宣布拘留6民村民，因为他们涉嫌对特警“寻衅滋事”。中国青年报-中青在线（报社网站）（页面存档备份，存于）南方日报/新浪网（页面存档备份，存于）
- 浙江省温州市的乐清市（县级）公安局官方微博此前声称的寨桥村钱云会死于“交通意外”之消息被删除，删除的原因不明。《东莞时报》记者写微博称得到消息，死者的大女儿和儿子、儿媳纷纷被关押进乐清市看守所。东南快报/中青在线
- 浙江省温州市警方下午召开发布会称，未发现“钱云会案”谋杀证据。中国新闻网/网易

## 12月29日
- 北京市丰台区南苑乡南苑村村民举报中共村支书（区别于“村主任”）侵吞征地补偿款10亿元人民币，当街遭刀砍锤击。新京报/腾讯（页面存档备份，存于）

## 12月30日
- 北京地铁大兴线、亦庄线、房山线、15号线一期、昌平线一期开通。北京日报/人民网（页面存档备份，存于）

## 12月31日
- 中共中央、国务院发出《关于加快水利改革发展的决定》（一号文件），提出力争通过5年到10年的努力，从根本上扭转水利建设明显滞后的局面；到2020年，基本建成防洪抗旱减灾等体系[2]。